# Solecismo
Per solecismo si intende un errore contro la purezza della lingua o contro la buona sintassi.

## Etimologia
I grammatici medievali mutuarono il termine dal latino soloecismus, che a sua volta origina dal greco σολοικισμός, soloikismós.
Il termine greco (come l'aggettivo σόλοικος, 'scorretto nel parlare') viene da Σόλοι, Soli, città della Cilicia, con riferimento ai coloni ellenici della città, colpevoli di avere degradato il proprio greco in un frammisto con lingue dell'area circostante.
(Isidoro di Siviglia, Etymologiae, I, 33 (De soloecismis), 2, traduzione di Angelo Valastro Canale)

## Uso
Sant'Agostino nelle Confessioni accusa gli ingannevoli precettori di retorica di apprezzare di più la correttezza nel parlare, senza barbarismi e solecismi, che quella della condotta.
Il termine "solecismi" viene citato anche da Alessandro Manzoni, nell'introduzione de I promessi sposi.
In senso figurato, può essere utilizzato come sinonimo di errore contenutistico; addirittura "ritengono alcuni che anche nel gesto vi sia solecismo, ogni qualvolta, con un gesto del capo o della mano, si lascia intendere il contrario di quel che si dice”.

## Alcuni casi

### Nell'antichità e nel Medioevo
Aristotele "nella Retorica (3, 1407b 18) condanna come solecismo il caso in cui due parole si congiungano ad un termine che non si adatta ad entrambe (per cui non è lecito dire "vedere" di un rumore e di un colore insieme").
Il frammento CXXIII degli Annales di Ennio è citato da Carisio "come esempio di solecismo, trovandoci di fronte ad un repentino passaggio dalla seconda alla terza persona".
Aulo Gellio confutò l'opinione di quanti ritenevano che Cicerone nel suo In Verrem, fosse incorso in un solecismo, avendo utilizzato futurum e non futuram.
Giovanni Boccaccio ritenne di riscontrare un solecismo addirittura in Dante Alighieri: «Il bello stilo […] che m’ha fatto onore, cioè farà; e pon qui il preterito per lo futuro faccendo soloecismo».

### In epoca moderna e contemporanea
Vittorio Alfieri descrive nella sua opera Vita scritta da esso un solecismo in cui incorse nell'adolescenza, per sbarazzarsi di un compagno troppo invadente che lo obbligava a fare i compiti al posto suo. In una traduzione in latino fatta per il compagno, al posto di usare "poteram" come imperfetto del verbo "posse", Alfieri usò il solecismo "potebam" che fece ridere tutta la classe. Da quel giorno il compagno di Alfieri, credendo che non fosse poi così preparato, cessò di importunarlo.
Vitaliano Brancati, nel suo Don Giovanni in Sicilia, attribuisce al protagonista, Giovanni Percolla, una particolare forma di solecismo, quella derivante dalla connaturata pigrizia del personaggio, irritante per i suoi interlocutori, tale che il Percolla si rifiutava di completare le frasi o di coniugare correttamente i verbi, preferendo seguire regole grammaticali e sintattiche tutte sue che "non comportavano fatica".
Un solecismo potrebbe sembrare presente perfino nel testo della Costituzione Italiana, la cui revisione finale fu affidata da Umberto Terracini, presidente dell'Assemblea costituente, all'illustre latinista Concetto Marchesi. L'articolo 86, primo comma, recita: «Le funzioni del Presidente della Repubblica, in ogni caso che egli non possa adempierle, sono esercitate dal Presidente del Senato», ma l'espressione in ogni caso che è soltanto una forma antiquata per la più comune in ogni caso in cui (con il pronome relativo che al posto di in cui).

#### Nella cultura di massa
Tra i molti testi di canzoni, si segnala come solecismo quello di Jovanotti, nel suo Ragazzo fortunato, quando annuncia: «Sono fortunato perché non c’è niente che ho bisogno».

## Deroghe e licenze poetiche
Per alcuni "costrutti e locuzioni assai frequentati nel latino letterario, per lo più in poesia, e dai moderni manuali di retorica", erano classificati come “figure grammaticali” ammessi "tutti i casi in cui gli auctores esibivano una deviazione dalla norma che poteva mettere in dubbio la correttezza grammaticale dell’enunciato, e tuttavia non veniva allocata tra i solecismi, ma accettata, in quanto corrispondente a una precisa scelta dell’autore a fini espressivi, e perciò ritenuta, appunto, schema (o figura) grammaticale".
Tullio De Mauro, poi, afferma che "talvolta un solecismo, una forma linguistica che la grammatica definisce scorretta, può essere giustificato se il suo uso risulta continuo e radicato in una determinata area geografica". Potrebbe essere il caso emiliano "del gnocco fritto": la grammatica italiana vorrebbe l'articolo determinativo "lo" davanti al gruppo consonantico "gn"; tuttavia tutta la letteratura culinaria e l'uso linguistico popolare locale rivendicano l'uso dell'articolo "il", come italianizzazione dell'espressione dialettale "al gnòc frètt". Analogamente, la maschera carnevalesca più nota di Verona è il "Papà del gnocco" (e non "Papà dello gnocco").